# François Gérard
Pour les articles homonymes, voir François Gérard (homonymie) et Gérard.
François Gérard, né le 4 mai 1770 à Rome et mort le 11 janvier 1837 à Paris, est un peintre d’histoire, portraitiste et illustrateur néo-classique français.
Élève de Jacques-Louis David, il fut l'un des principaux peintres du Premier Empire et de la Restauration. Peintre de cour sous Napoléon Ier, puis Premier peintre des rois Louis XVIII et Charles X, Gérard bénéficia d'une grande renommée, non seulement française, mais aussi européenne. Surnommé « le peintre des rois, le roi des peintres », il fut en effet le portraitiste de toutes les familles souveraines européennes. Son salon, un des plus réputés de son temps, accueillit les plus grandes personnalités.

## Biographie

### Enfance et premiers succès
François Gérard naît à Rome, en 1770 . Fils de Jean Simon Gérard, intendant du cardinal François-Joachim de Pierre de Bernis, et de l’Italienne Cléria Mattei, il passe les dix premières années de sa vie dans « la ville éternelle ». Il y montre très vite de réelles dispositions pour le dessin.

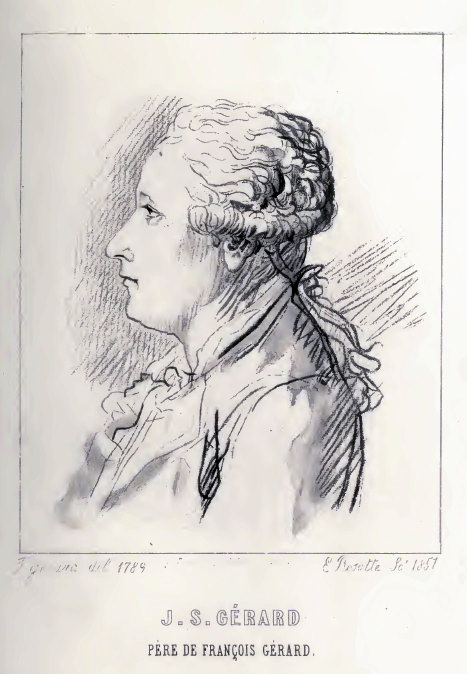
Jean Simon Gérard, père de François.
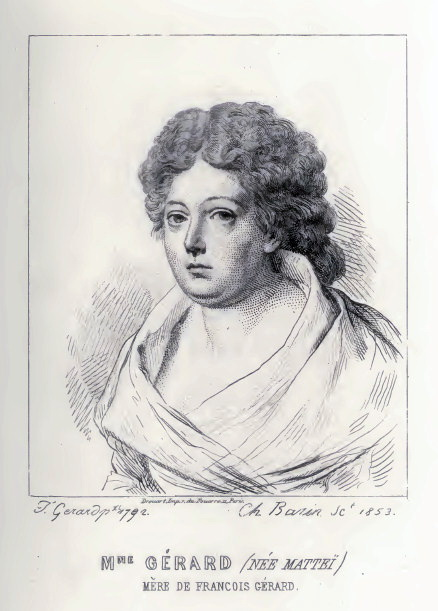
Claire Mattéi, mère de François.

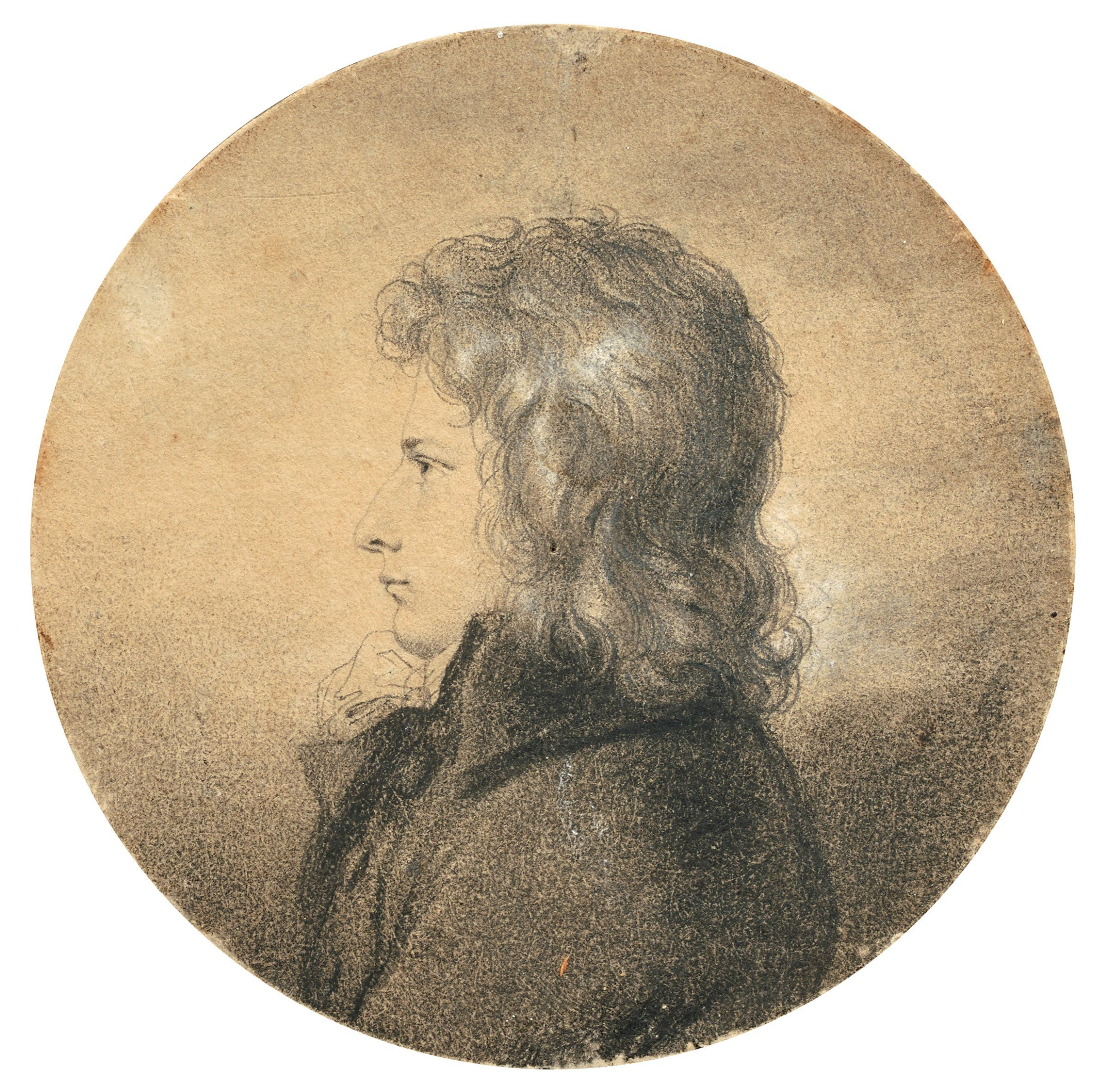
François Gérard, dessiné par son camarade d'atelier Girodet, 1789.

En 1782, son père, revenu à Paris avec sa femme et ses trois fils, passe au service de Louis Auguste Le Tonnelier de Breteuil, ministre de la maison du roi, qui fait admettre le jeune François à la Pension du Roi : établissement pour jeunes artistes talentueux. Deux ans plus tard il devient élève d'Augustin Pajou, sculpteur alors très en vogue, puis de Nicolas Guy Brenet, artiste peintre. Fasciné par l'art développé par Jacques-Louis David, le jeune François Gérard rejoint son atelier à partir de 1786, où il a pour camarades Anne-Louis Girodet, Antoine-Jean Gros ou encore François-Xavier Fabre. En 1789, il obtient le second prix de Rome, derrière Anne-Louis Girodet, son ami de jeunesse. Il se représente au concours l'année suivante, mais la mort de son père le contraint à abandonner l'épreuve.
Sa mère désirant retourner vivre à Rome, Gérard part avec toute sa famille dont il a désormais la charge, dans le courant de l'été 1790. Le séjour romain n'est pas long, bientôt la famille Gérard est contrainte de retourner à Paris, pour éviter l’inscription sur la liste des émigrés, et ainsi préserver leur modeste patrimoine.
Sur place, les principaux commanditaires des œuvres artistiques sont mis à mal par la révolution ; les peintres se retrouvent bientôt sans commandes. C'est le cas de Gérard. Il perd sa mère en 1793 et doit subvenir aux besoins de ses deux frères et de sa jeune tante, Marguerite Mattei, qu’il a ramenée d’Italie. « Par commodité et afin d'éviter l'éclatement familial, il épouse cette dernière en 1794, à Paris. »
Grâce à la protection de son maître David, Gérard obtient un logement et un atelier au Louvre, plus la commande d'une série d'illustrations (La Fontaine, Virgile) pour l'éditeur Didot. Pour éviter la conscription militaire, il obtient, toujours par l'intermédiaire de David[réf. souhaitée], un poste de juré au Tribunal révolutionnaire, où il rejoint son collègue le peintre paysagiste Claude-Louis Châtelet. Il y siégera peu, prétextant une maladie. Bien que n'ayant que peu participé aux évènements révolutionnaires, ce passé lui sera notamment reproché au moment de la Restauration, et Gérard devra se défendre des attaques de ses détracteurs, en prouvant qu'il ne faisait pas partie des jurés lors du procès de Marie-Antoinette.

Réunion d'artistes dans l'atelier d'Isabey (1798) par Boilly, où l'on distingue F. Gérard, assis face au chevalet, examinant de près un tableau aux côtés d'Isabey, debout.

Au sortir de la Révolution, le succès vient rapidement. Au Salon de 1795, Gérard expose un Bélisaire, se plaçant ainsi dans la continuité de son maître David. Mais c'est surtout avec son œuvre Psyché et l'Amour, exposée au Salon de 1798 que Gérard atteint un début de célébrité. Dès lors, les nombreux portraits de la bonne société qu'il réalise lui assurent une réputation plus qu'établie. C'est ainsi à partir des environs de 1800 que l'artiste commence à réunir autour de lui un salon littéraire où la bonne société parisienne aime à venir discuter et jouer.
Grâce à l'intervention de Chaptal, François Gérard reçoit un logement au Collège des Quatre-Nations, futur Institut de France, alors que les artistes sont priés par le premier consul Napoléon Bonaparte de quitter le Louvre pour aménager le musée Napoléon. En 1801, Girodet et Gérard reçoivent la commande de deux tableaux illustrant les légendes du barde Ossian pour le salon des Bonaparte au château de Malmaison. Le peintre bénéficie alors de la protection de la famille Bonaparte et devient la même année le « Premier peintre » de Joséphine de Beauharnais, puis se voit décerner la Légion d'honneur en 1803, soit peu après sa création.
L'élève de Jacques-Louis David est alors le peintre de la future cour impériale française et l'un des peintres les plus recherchés. Son succès dépasse désormais les frontières et ce sont bientôt les grandes familles régnantes d'Europe qui voudront être immortalisées sous les pinceaux de Gérard.

### Succès sous le Premier Empire et la Restauration
François Gérard se voit attribuer la commande de la représentation de la bataille d'Austerlitz par l'administration impériale, pour le Salon de 1808. L'œuvre monumentale n'est pas achevée à temps et ne sera exposée que pour le Salon de 1810. L'ouvrage rencontre alors un accueil chaleureux. Par le biais de cette grande peinture d'histoire, Gérard entend bien confronter son talent à celui de son confrère Antoine-Jean Gros, peintre attitré des scènes de batailles napoléoniennes. Longtemps attaché au Louvre, le 5 avril 1811 il est nommé professeur de l'École des beaux-arts de Paris en remplacement de Jean Simon Berthélemy et sera remplacé par Michel Martin Drolling en 1837.

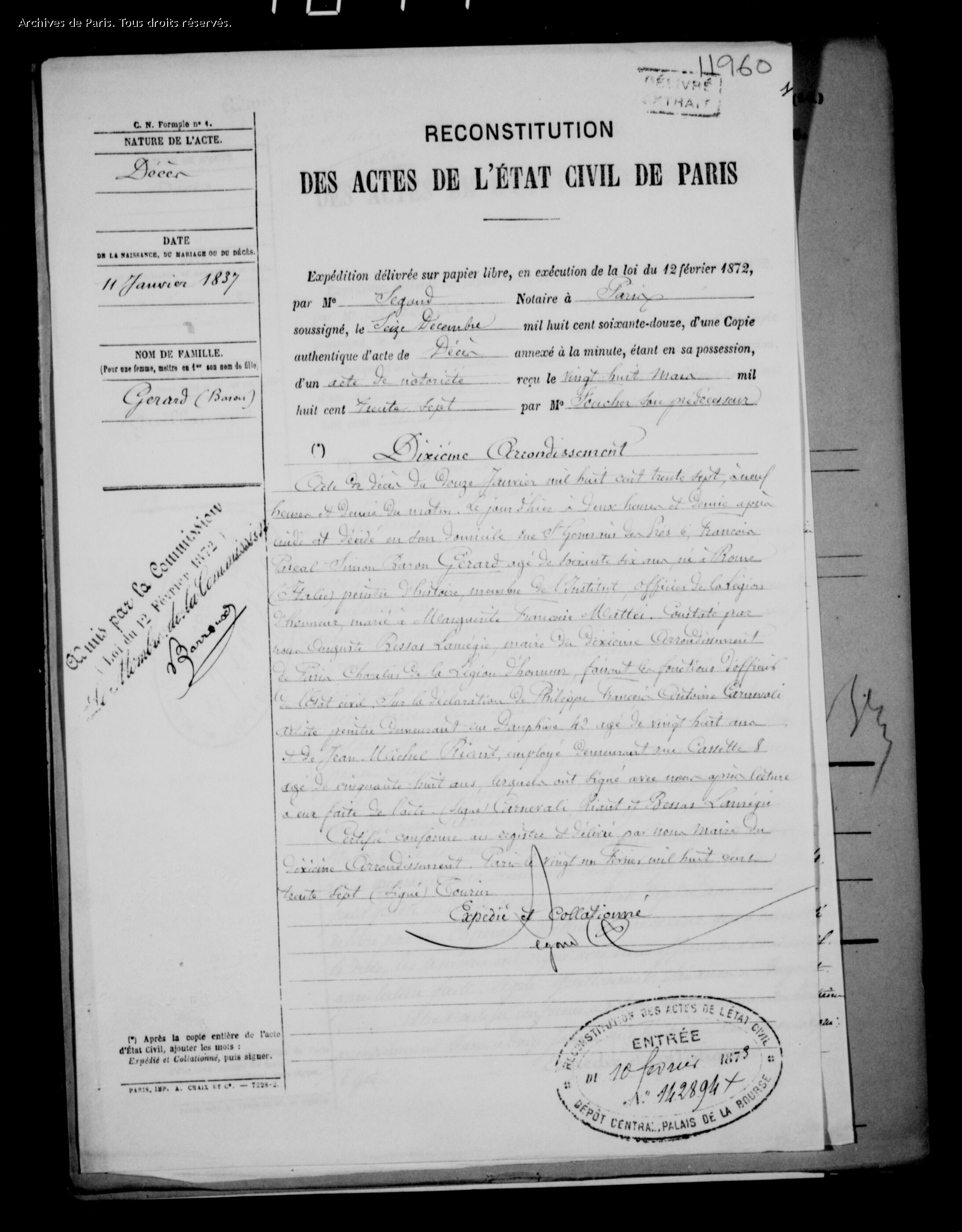
Acte de décès du peintre François Gérard décédé le 11 janvier 1837 dans le 10e arrondissement ancien de Paris.

L'année suivante (7 mars 1812) il est élu à l'Institut au fauteuil no 8, succédant ainsi au peintre d'histoire Jean Simon Berthélemy. Il est alors le premier élève de David à y faire son entrée. Girodet et Gros seront quant à eux élus en 1816. En tant que peintre de la cour impériale, Gérard peindra le portrait de l'impératrice Marie-Louise après son mariage avec Napoléon, puis celui de leur unique enfant, le roi de Rome.
Sous la Restauration  il est nommé Premier peintre du roi en 1817, fonction qu'il exercera sous les règnes de Louis XVIII, et de Charles X. La reconnaissance royale lui vaudra d'être créé baron en 1819. Professeur à l'École des beaux-arts, Gérard n'a formé que peu d'élèves, en comparaison avec son confrère Antoine-Jean Gros. Pour autant, il soutient la nouvelle génération, et notamment les débuts d'Eugène Delacroix. Son œuvre, son salon, ses relations, en feront l'un des personnages les plus influents des milieux intellectuels et artistiques de l'époque.
Vers 1835, sa santé chancelante se détériore rapidement ; fragilisé, François Gérard s’éteint d’une maladie qui l’emporte en quelques jours, le 11 janvier 1837, à l’âge de 66 ans en son domicile au 6 rue Saint-Germain-des-Prés dans l'ancien 10e arrondissement de Paris.
Sa sépulture se trouve au cimetière du Montparnasse à Paris où il est inhumé le 13 janvier 1837.
Dans leur propriété d'Auteuil (Seine), qu'il avait acquise au début du siècle, sa femme tient salon, conservant le domaine jusqu'à sa mort en 1848.

#### Portraits
Bien connues, parce que nombreuses et appréciées, ses peintures de portraits peuvent être admirées pour leur virtuosité, grâce à l’étonnante galerie de réductions (appelées « esquisses ») gardées dans l’atelier à Versailles. Sens de la nature, symbole de la silhouette bien détachée dans l’espace, lumière légèrement vaporeuse, ces qualités évoquent Pierre-Paul Prud'hon et l’école anglaise.

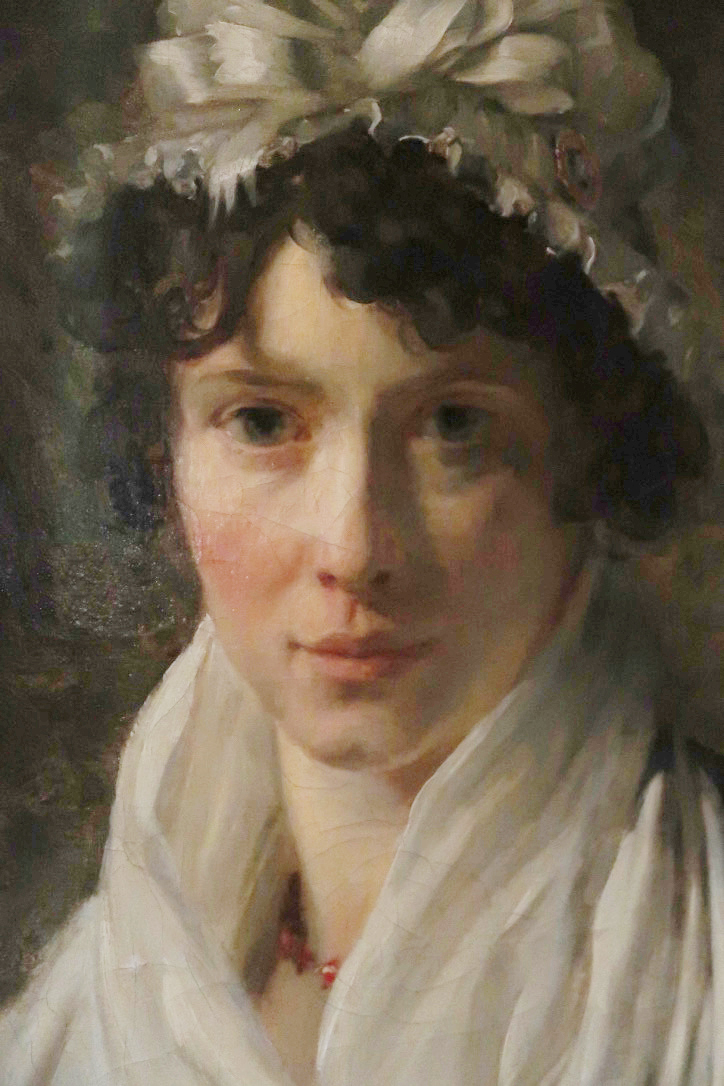
Madame Lecerf, cousine de l'artiste (détail), années 1790, Louvre.
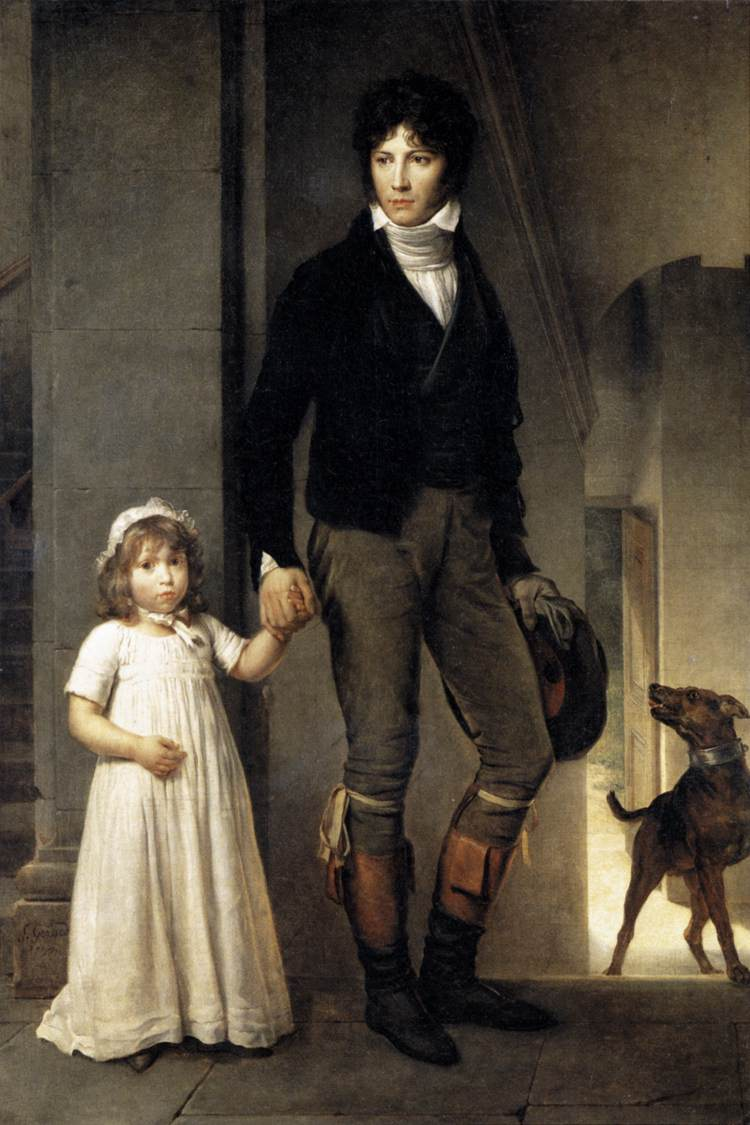
Jean-Baptiste Isabey et sa fille Alexandrine, 1795 (h. 1,95 m), Louvre.
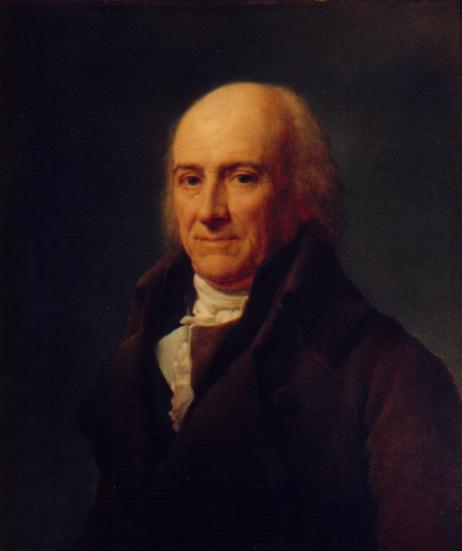
Le chimiste Jean d'Arcet (1800).
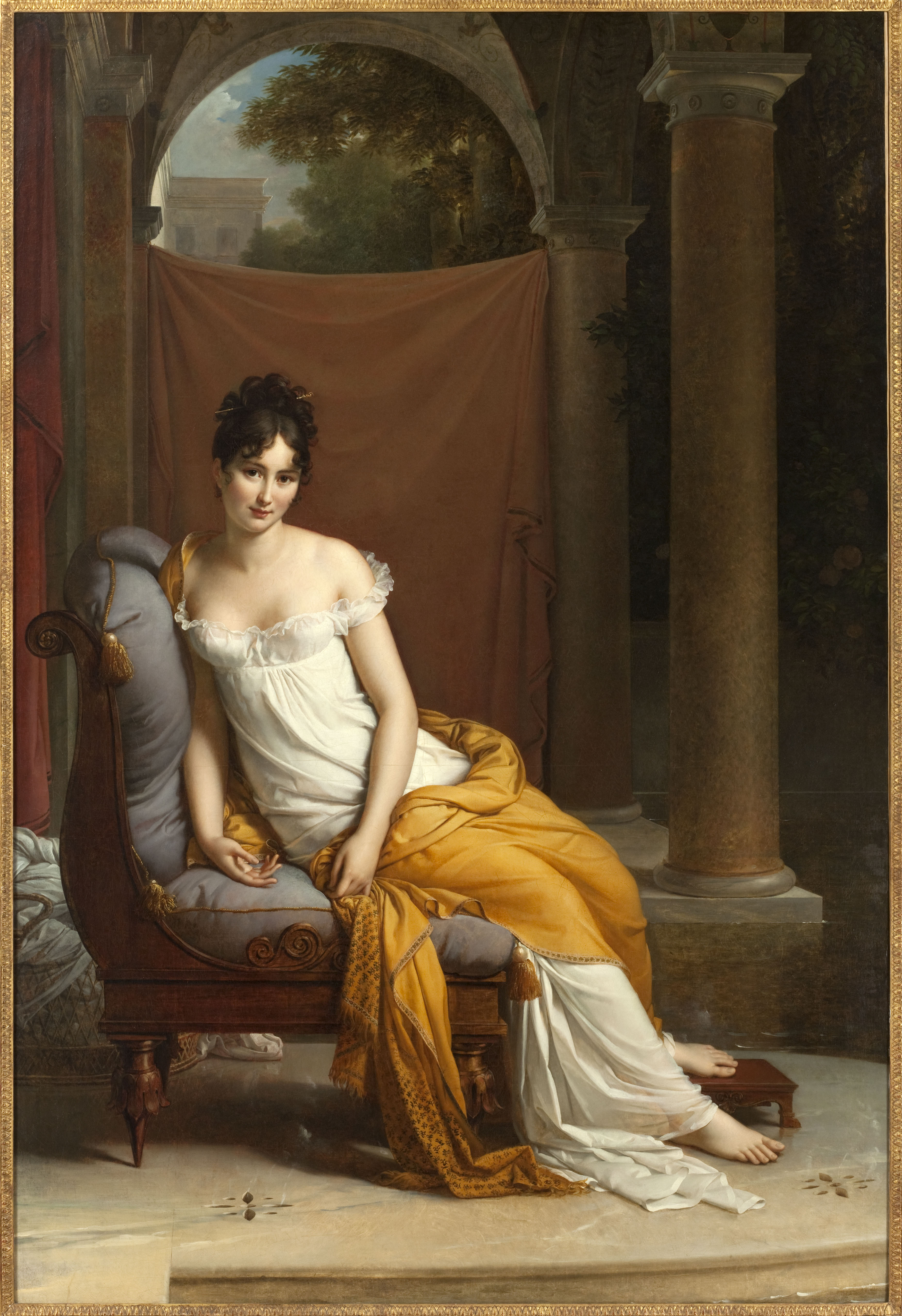
Portrait de Juliette Récamier, 1805, Paris, musée Carnavalet.
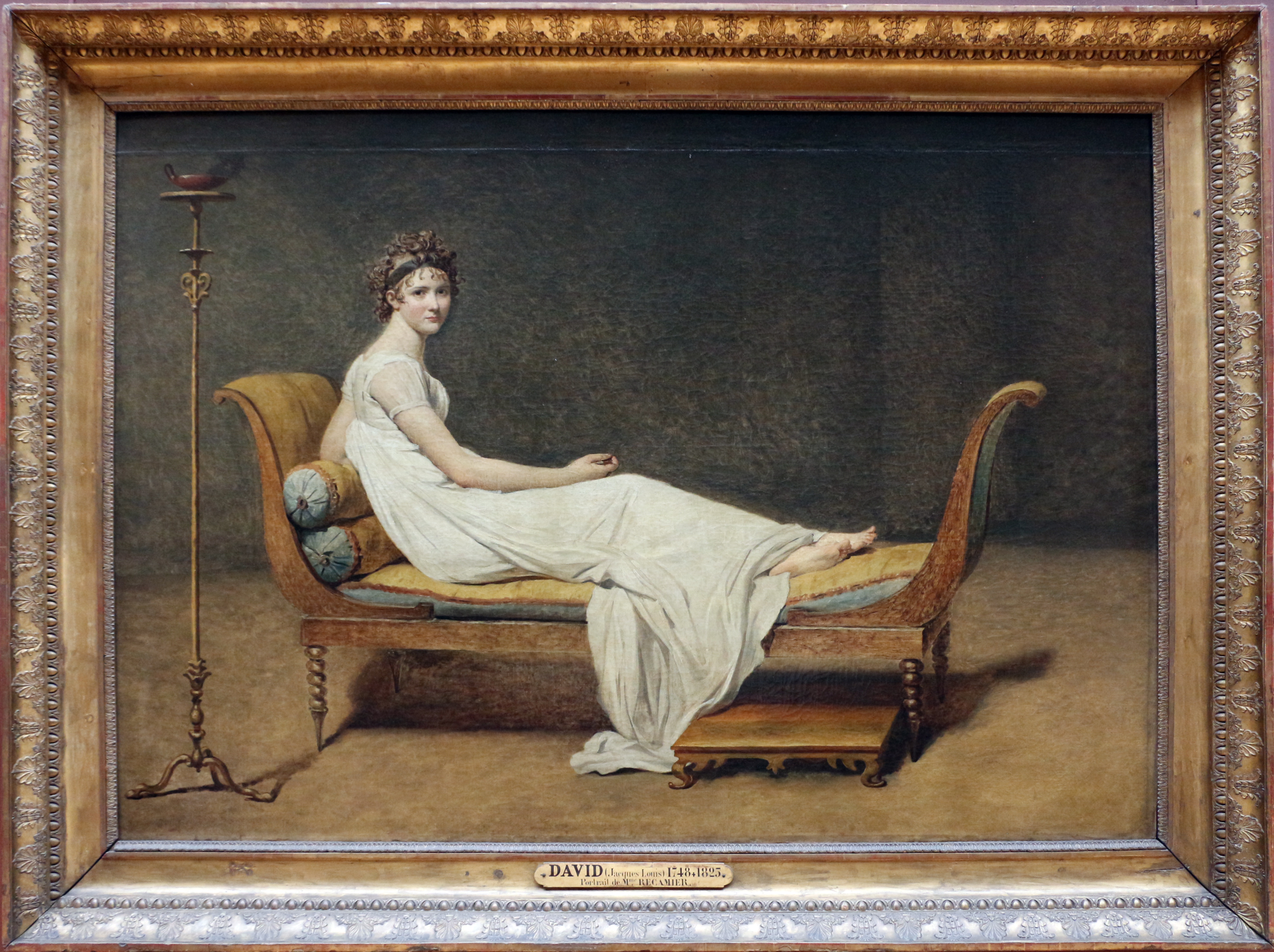
Jacques-Louis David, Madame Récamier, 1800, Paris, musée du Louvre.

Sous l’Empire il devient un portraitiste de la cour : portrait de Madame de Visconti, comtesse Regnaud de Saint-Jean d'Angély (Laure de Bonneuil)… Il a le goût de la matière brillante, de la lumière claire et des glacis : tel est le Portrait de Juliette Récamier de 1805, que l’on peut comparer au tableau de David de 1800. Chez David, la peinture est sobre, sur fond uni, avec une tenue simple du modèle sur un divan à l’antique. Chez Gérard, la robe est plus élaborée avec une évocation en fond de paysage, masqué par une tenture.
En 1808, il réalise un très célèbre portrait de l’Empereur.

#### Évocations historiques
Quelques tableaux d’histoire :
- La Bataille d'Austerlitz, au traitement presque classique de la bataille dans la tradition du XVIIIe siècle — Il dut soumettre son esquisse à l'empereur ;
- Entrée de Henri IV à Paris le 22 mars 1594 : ce tableau de 1817, qui eut un grand succès, est une commande des Bourbons qui, à la suite de l'expérience napoléonienne, veulent prouver leur légitimité par leur rattachement par le sang à Henri IV.

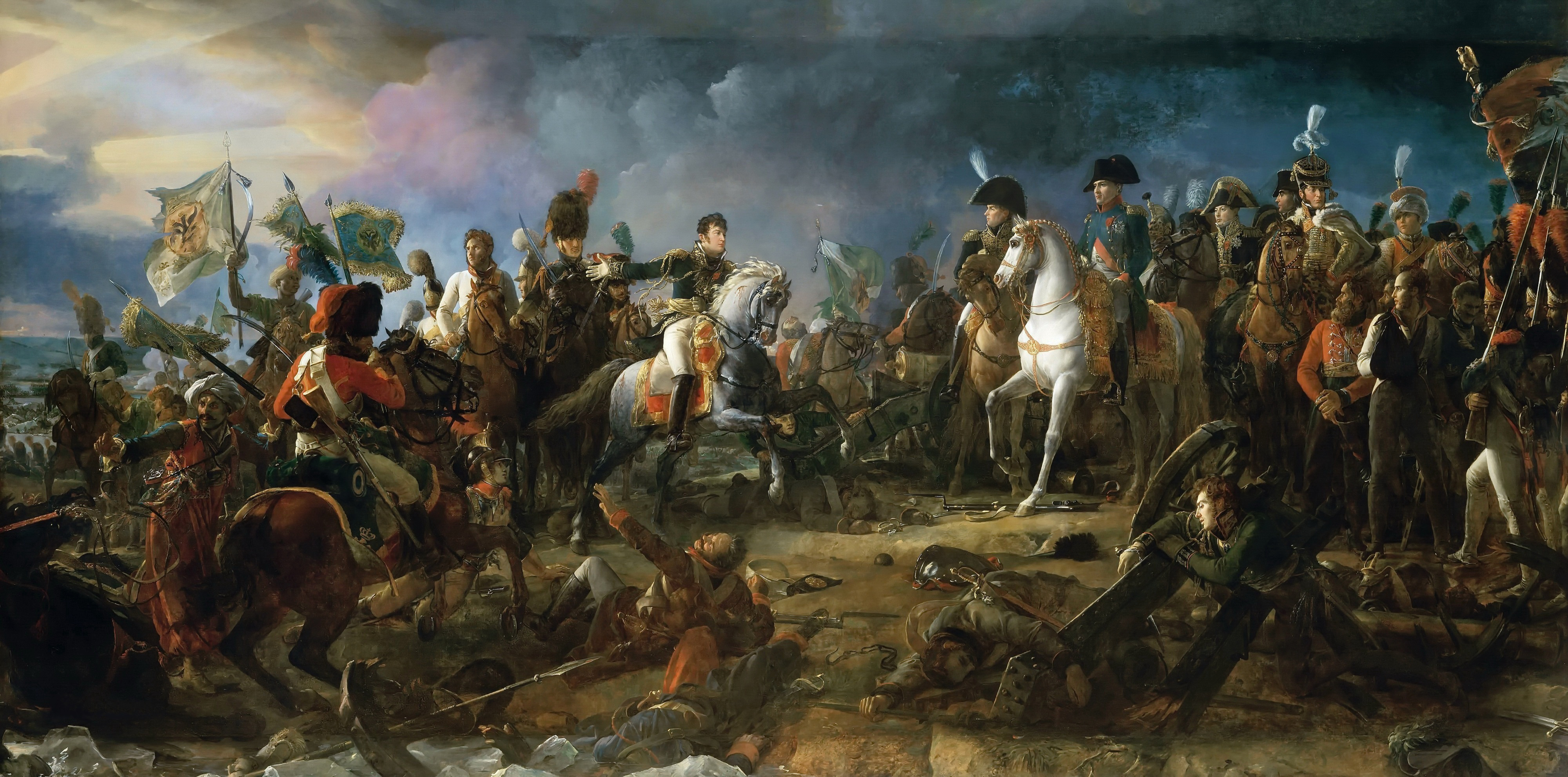
La Bataille d'Austerlitz (1810), château de Versailles.
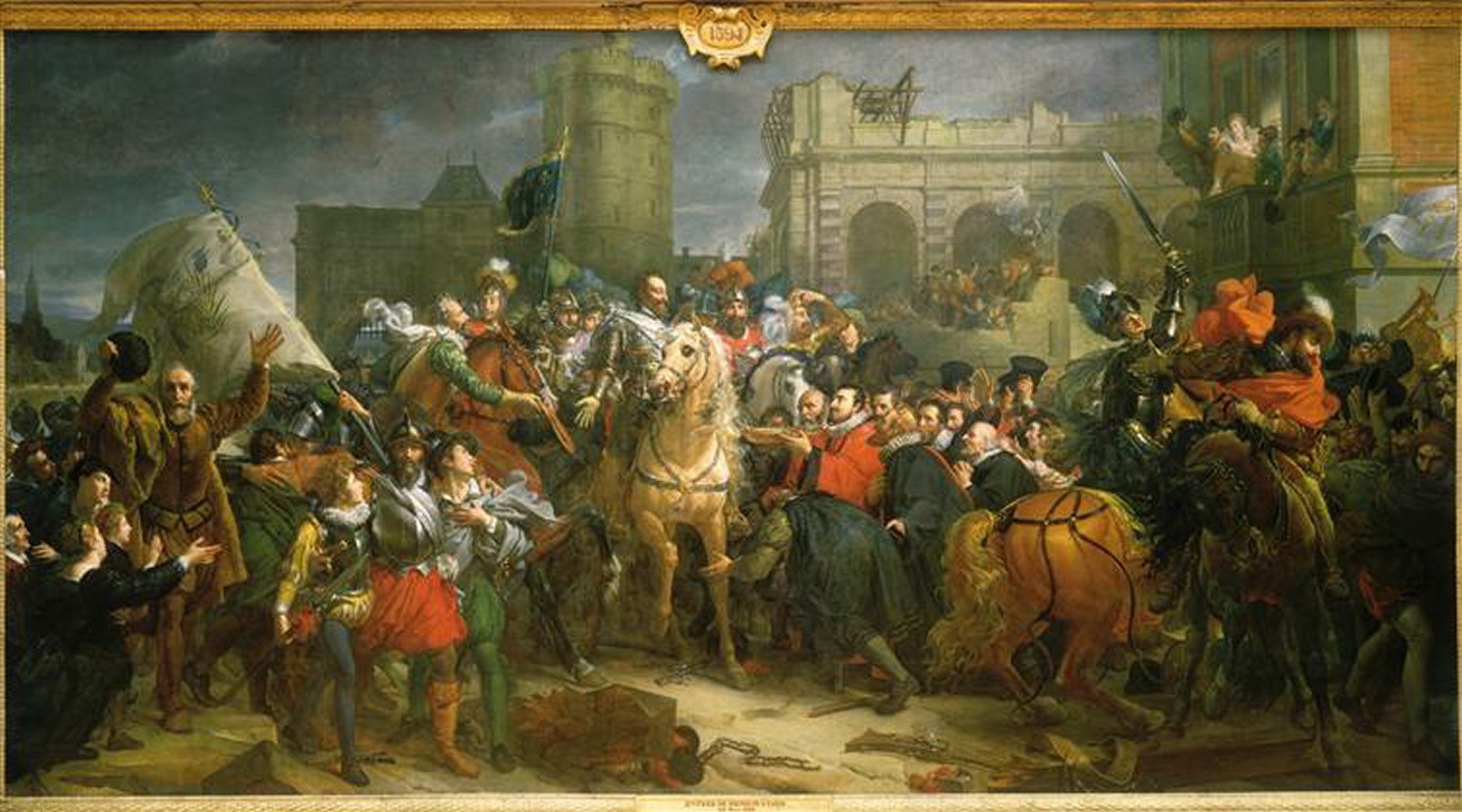
Entrée de Henri IV à Paris le 22 mars 1594 (1817), château de Versailles, musée des Beaux-Arts de Chartres en format réduit.

## Distinctions et hommages
- 1789 : second Prix de Rome
- 1806 :  Chevalier de la Légion d'honneur, premier peintre de l'impératrice Joséphine
- 1809 : baron d'Empire
- 1812 : membre de l'Institut (7 mars)
- 1817 : nommé premier peintre du roi (Louis XVIII)
- 1853 : à Paris l'ancienne rue des Planchettes est débaptisée pour s'appeler désormais Rue François-Gérard
- 2014 : Exposition-rétrospective au château de Fontainebleau[12].

## Élèves
Élèves et collaborateurs :
- François Adolphe Bruneau Audibran (1798 - après 1865), graveur français
- Jacques-Luc Barbier-Walbonne (1769-1860), artiste-peintre français
- Félix Barret (1807-1888), peintre français
- Eugène-Louis Charpentier (1811-1890), artiste peintre français[14]
- Auguste Charpentier (1813-1880)
- Ephraïm Conquy (1808-1843), graveur de son portrait de Jean-Pierre-Joseph d'Arcet
- Alexis-François Girard (1787-1870), graveur de ses œuvres et ami
- Marie-Éléonore Godefroid (1778-1849), artiste-peintre française
- Paulin Guérin (1783-1855), artiste peintre français
- Charles de Steuben (1788-1856), artiste peintre français
- James Pradier (1790-1852), sculpteur et peintre français
- Julie Duvival de Montferrier (1798-1865), artiste-peintre française
- Charles-Louis Bazin (1802-1859), artiste peintre, sculpteur, graveur et lithographe français
- Giovanni Carnevali (1804-1873), artiste peintre italien
- Mademoiselle Adèle Grasset[15]
- Mademoiselle Samba[15]

## Œuvres
Au XIXe siècle, on comptait, entre autres : quatre-vingt-sept portraits en pied, plus de deux cents portraits à mi-corps et en buste et près de trente tableaux de genre historique.
Aujourd'hui plusieurs centaines d'œuvres sont inventoriées et cataloguées.

### Portraits
- Portrait de Hugues-Bernard Maret, duc de Bassano, huile sur toile (81,2 x 58 cm), musée des beaux-arts de Dijon, Dijon[18]
- Portrait de madame Lecerf, née Gérard, 1794, huile sur toile (56 × 47 cm), musée du Louvre, Paris
- Portrait de la reine Louise de Prusse, vers 1795-1800
- Portrait de Simon Chenard, 1797, musée d'Auxerre
- Madame Morel de Vindé et sa fille, 1799, Fine Arts Museums of San Francisco[19], ricordo au château de Versailles
- Madame Bonaparte dans son salon, 1801, huile sur toile (178 × 174 cm), musée de l'Ermitage, Saint-Petersbourg[20]
  - copie 1811 (171 × 164 cm) conservée aux châteaux de Malmaison et Bois-Préau, Rueil-Malmaison[21],[22]
  - réduction (32,3 × 24,5 cm) au musée national des châteaux de Versailles et de Trianon[23]
- Portrait de Joachim Murat (1767-1815) représenté en uniforme de hussard, 1801, huile sur toile (215 x 133 cm), musée des châteaux de Versailles et de Trianon, Versailles[24]
- Portrait de Bonaparte premier consul, portrait en buste, 1803, huile sur toile (62 x 53 cm), musée Condé, Chantilly[25]
- Plusieurs grands portraits de Maria-Letizia (ou Marie-Laetitia) Ramolino, mère de Napoléon Bonaparte, assise dans un intérieur sont dues à Gérard Le compositeur allemand Johann Friedrich Reichardt (1752-1814) voit le peintre la fin de l'année 1802 dans son atelier « travaillant au portrait de la mère Bonaparte »[26],[27], mais ne décrit pas le tableau dont il existe trois versions qui présentent de notables différences iconographiques, tant dans la sculpture posée auprès du modèle (une statue de la Fécondité dans la première, un buste de Bonaparte premier consul dans la seconde, enfin un buste en hermès de Napoléon Ier, empereur lauré, qui paraît être inspiré du modèle de Chaudet) que dans la composition du fond (fermé dans la première version, puis ouvert sur la vue d'un palais, sur des arbres dans la dernière) et les variations dans les ornements de la coiffure et la configuration du repose-pieds.
  - Portrait de Madame Mère, mère de Napoléon, n.d., vers 1802, huile sur toile (210 × 129 cm), collection privée[28]. Cette toile représentant Madame Mère à côté d'une statue allégorique de la Fécondité est supposée être la première version peinte par Gérard, aperçue dans son atelier en 1802.
  - Portrait de Madame Mère, Maria Laetitia Ramolino Bonaparte, 1750-1836), n.d., c. 1800-1804, huile sur toile (210,8 × 129,8 cm), National Galleries Scotland, Édinbourg, Royaume-Uni[29]. Version avec perspective vers un palais, généralement désigné comme étant celui des Tuileries et buste comparable au Bonaparte premier consul de la République sculpté par Louis-Simon Boizot en 1800.
    - dont une copie signée et datée Pierre-Edmond Martin, septembre 1810 dans l'appartement de Joachim Murat (Joachim Ier, roi de Naples de 1808-1815) au Palais de Caserte, Caserta, Italie[30],[31]

  - Marie Laetitia Ramolino (1750-1836), n.d., esquisse, huile sur toile (32 x 24 cm), musée des châteaux de Versailles et de Trianon, Versailles[32] Esquisse de la version au buste d'empereur lauré, les pieds du modèle reposant sur un coussin.
  - Marie-Laetitia Ramolino, madame Mère, pieds du modèle posés sur un tabouret de pied, à côté d'un buste de Napoléon Ier, empereur lauré, 1803, déposé au musée des châteaux de Malmaison et de Bois-Préau, Rueil-Malmaison[33]
    - dont réplique de l'atelier Gérard au musée national du château de Fontainebleau
- Portrait de Madame Tallien, 1804, musée Carnavalet, Paris
- Madame Charles Maurice de Talleyrand Périgord (1761–1835), vers 1804, huile sur toile (226 × 165 cm), Metropolitan Museum, New York[34]
- Portrait de Juliette Récamier, 1805, musée Carnavalet, Paris
- Portrait de Joachim Murat en maréchal de l'Empire (1764-1815), maréchal d'Empire, en grande tenue, 1805, huile sur toile (243,5 x 168,5 cm), musée de l'Armée, Paris[35]
  - Le portrait de Murat a été interprété en gravure par Émile Giroux.
- La Famille du comte impérial Moritz Christian Fries, vers 1805, huile sur toile (223 × 163 cm), palais du Belvédère (Vienne)[36]
  - une autre version au musée national du château de Fontainebleau
- Portrait de l’empereur Napoléon Ier en robe de sacre, vers 1806, musée national allemand d’Histoire
- Portrait de Talleyrand assis, 1806, château de Valençay
- Portrait d'Hortense, reine de Hollande avec le Prince royal de Hollande, 1807, musée national du château de Fontainebleau
- Portrait de Napoléon Ier, 1808
- Portrait de l'Impératrice Joséphine en grand costume ou en costume de sacre, 1807-1808, musée national du château de Fontainebleau[37]
- Portrait de Stéphanie de Beauharnais (1789-1860), grande-duchesse de Bade, 1808 (31 x 21 cm), musée des châteaux de Versailles et Trianon, Versailles[38]
- Portrait de Talleyrand, huile sur toile, 1808, Metropolitan Museum of Art, New York[39]
  - copie d'après l'original précédent au musée des châteaux de Versailles et Trianon
- Portrait d’Antoine-François Fourcroy, 1808, châteaux de Versailles et Trianon
- Portrait de Charles Ferdinand Théodore de Vassinhac d’Imécourt, 1808 (210 x 135 cm), collection particulière[40]
- Portrait de Caroline Murat entourée de ses enfants, 1808-1810, musée national du château de Fontainebleau
- Portrait de jeune femme, anciennement Portrait de Désirée Clary, vers 1810, huile sur toile (63 × 52 cm), musée Marmottan, Paris[41]
- Portrait de Marie Laczynska, comtesse Walewska puis comtesse d'Ornano, vers 1811-1812, Paris, musée de l'Armée
- Portrait de Joachim Napoléon Murat (1767-1815), roi de Naples et des deux Siciles, 1811-1812, huile sur toile (243 × 163,5 cm), collection particulière, Paris
- Portrait de Joachim Murat, grand duc de Cleves et de Berg, roi de Naples (1767-1815), 1812, huile sur toile, Versailles, musée national des châteaux de Versailles et de Trianon[42]
- Portrait de l'impératrice Marie-Louise (1791-1847) présentant le roi de Rome, 1812, musée national des châteaux de Versailles et du Trianon
- Portrait du tsar Alexandre Ier de Russie, 1814, musée cantonal des beaux-arts de Lausanne (Suisse)
- Portrait de Constance Ossolinska Lubienska, 1814, Paris, musée du Louvre
- Portrait de Louis XVIII, 1814. Musée de Versailles, Château d'Ambleville, Château d'Ambleville
- Portrait de la duchesse d'Orléans, 1817, musée Condé
- Portrait de Caroline des Deux-Siciles, duchesse de Berry et ses deux enfants devant le Château de Rosny, 1820, huile sur toile (40 x 30 cm), musée national des châteaux de Versailles et de Trianon, Versailles[43]
- Portrait de Louis-Philippe, 1823, musée du château de Versailles
- Portrait de Tommaso Sgricci, 1824, Modène, musée d’art médiéval et moderne
- Portrait d’Alphonse de Lamartine, 1831, musée du château de Versailles
- Portrait du prince Eugène de Suède tenant sa fille par la main, Suède
- Portrait de Jean-Nicolas Corvisart, musée de Versailles
- Portrait d’Eugénie de Beauharnais
- Portrait de la comtesse Regnault de Saint-Jean d’Angély, Paris, musée du Louvre
- Esquisse du général Jean Victor Marie Moreau, château de Versailles

Quelques portraits
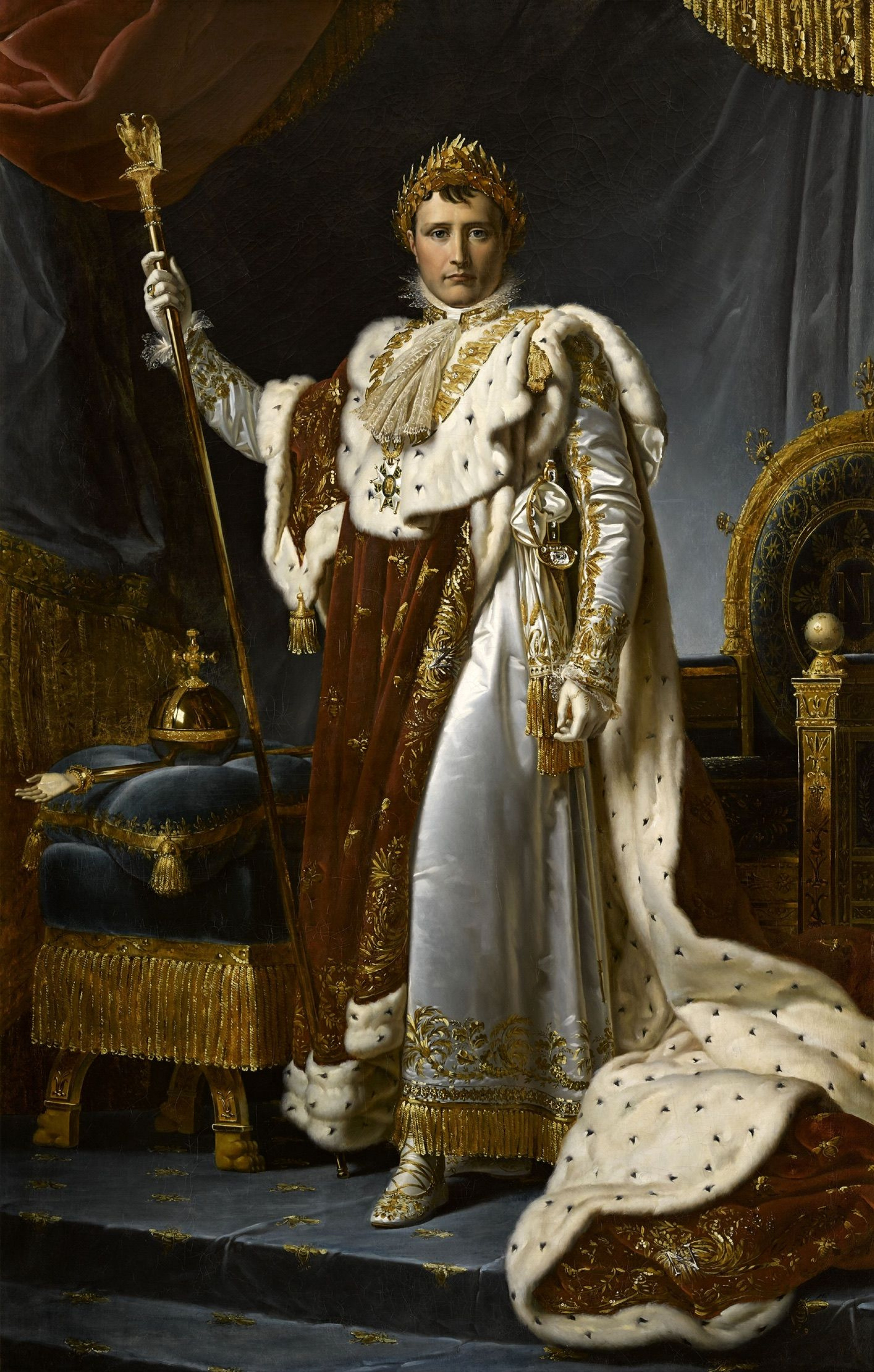
Napoléon Ier en costume du Sacre, (1805), château de Versailles.
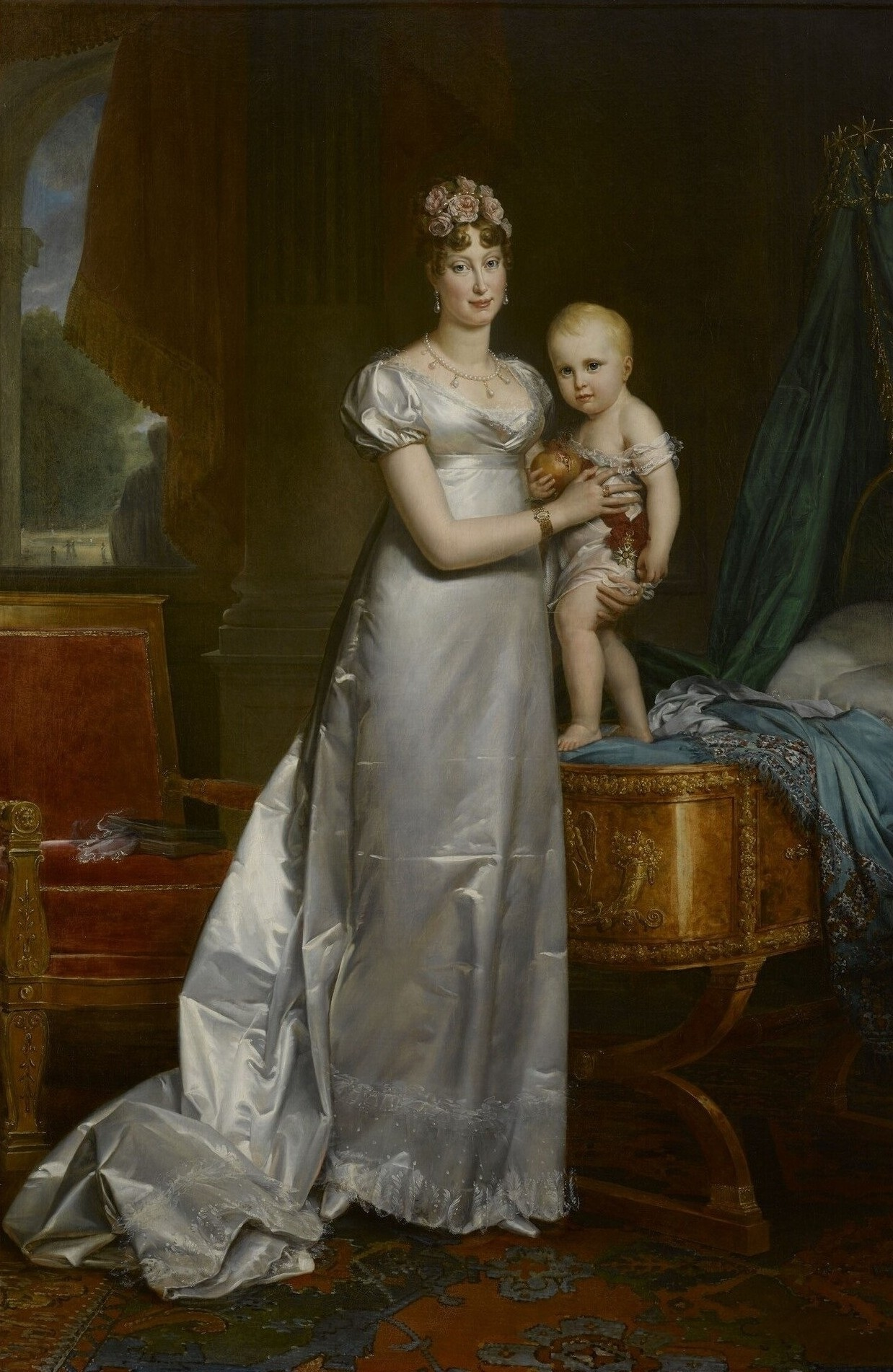
Marie-Louise, impératrice des Français, et le Roi de Rome (1812), château de Versailles.
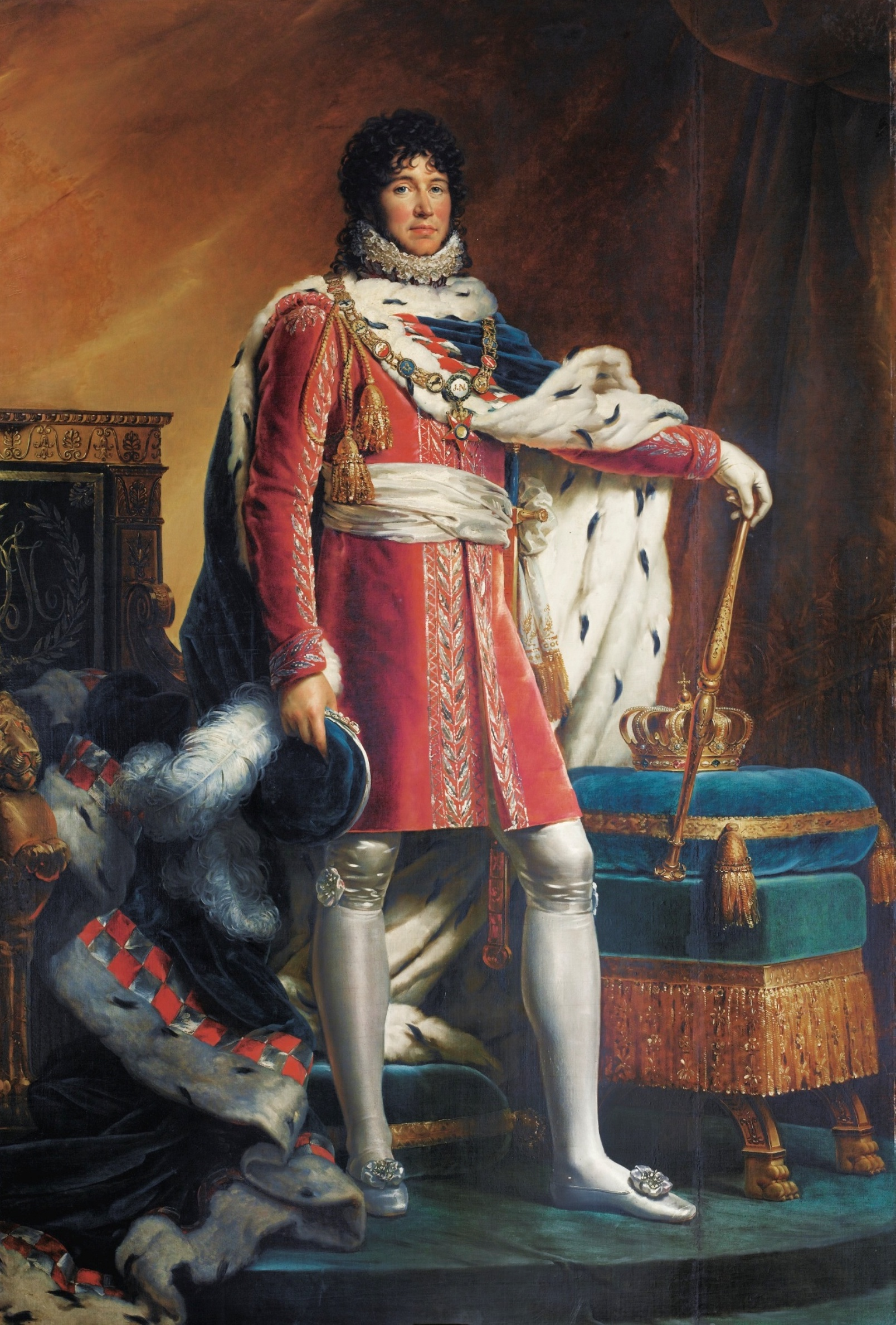
Portrait de Joachim Napoléon Murat (1767-1815), roi de Naples et des deux Siciles, 1811-1812, collection particulière, Paris.
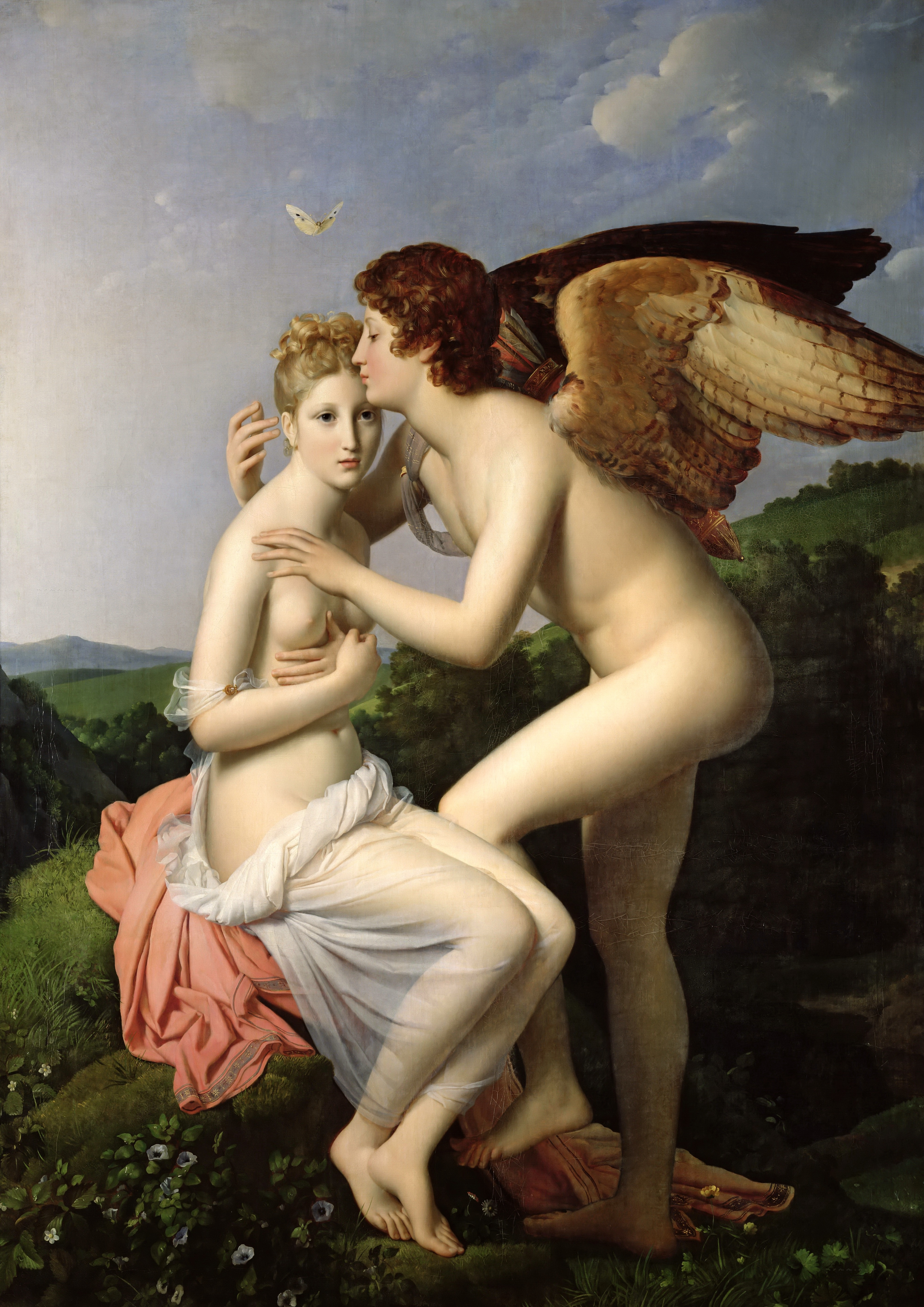
Psyché et l'Amour (1798), musée du Louvre, Paris.
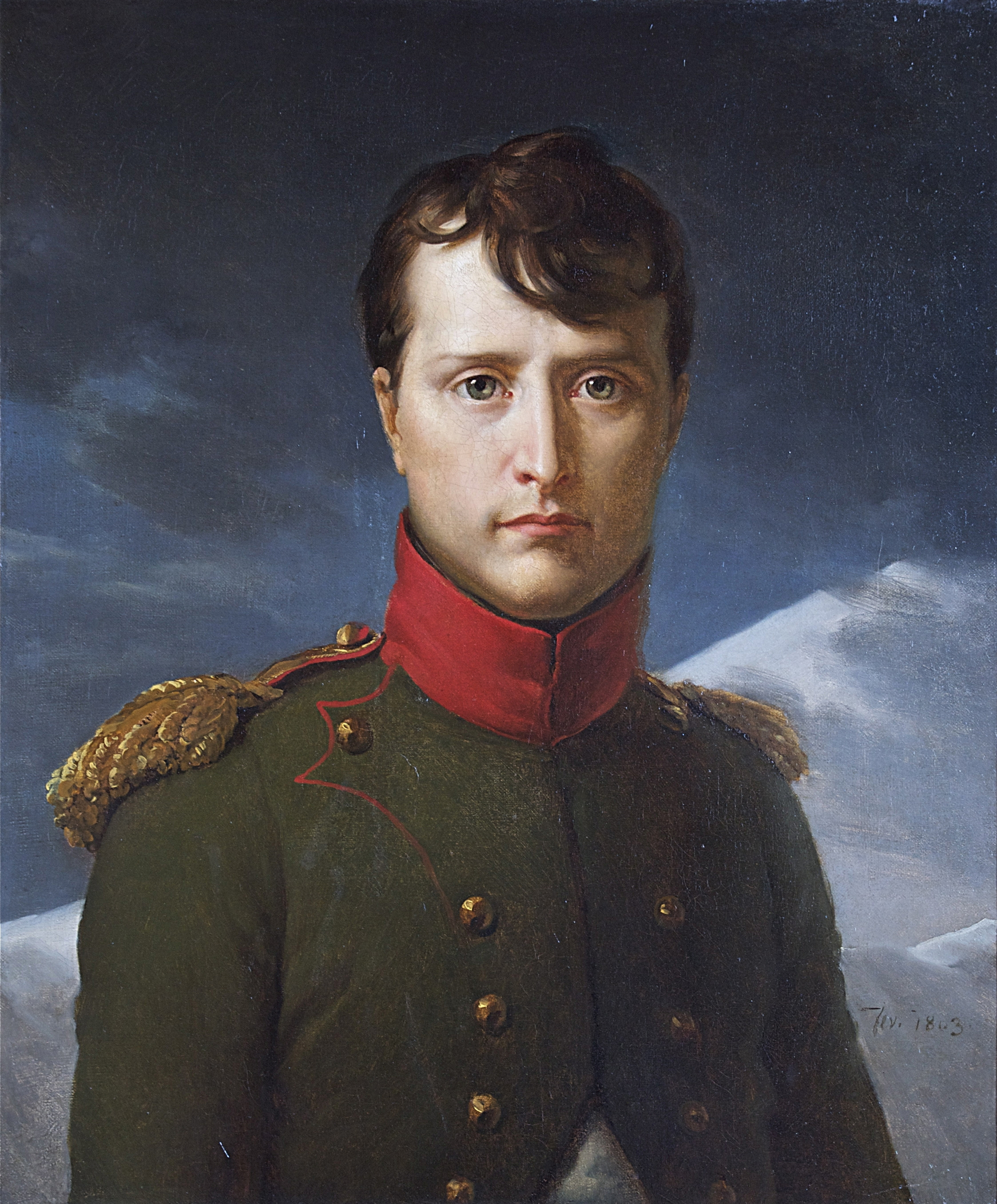
Portrait de Napoléon Bonaparte, Premier Consul (1803), musée Condé, Chantilly.
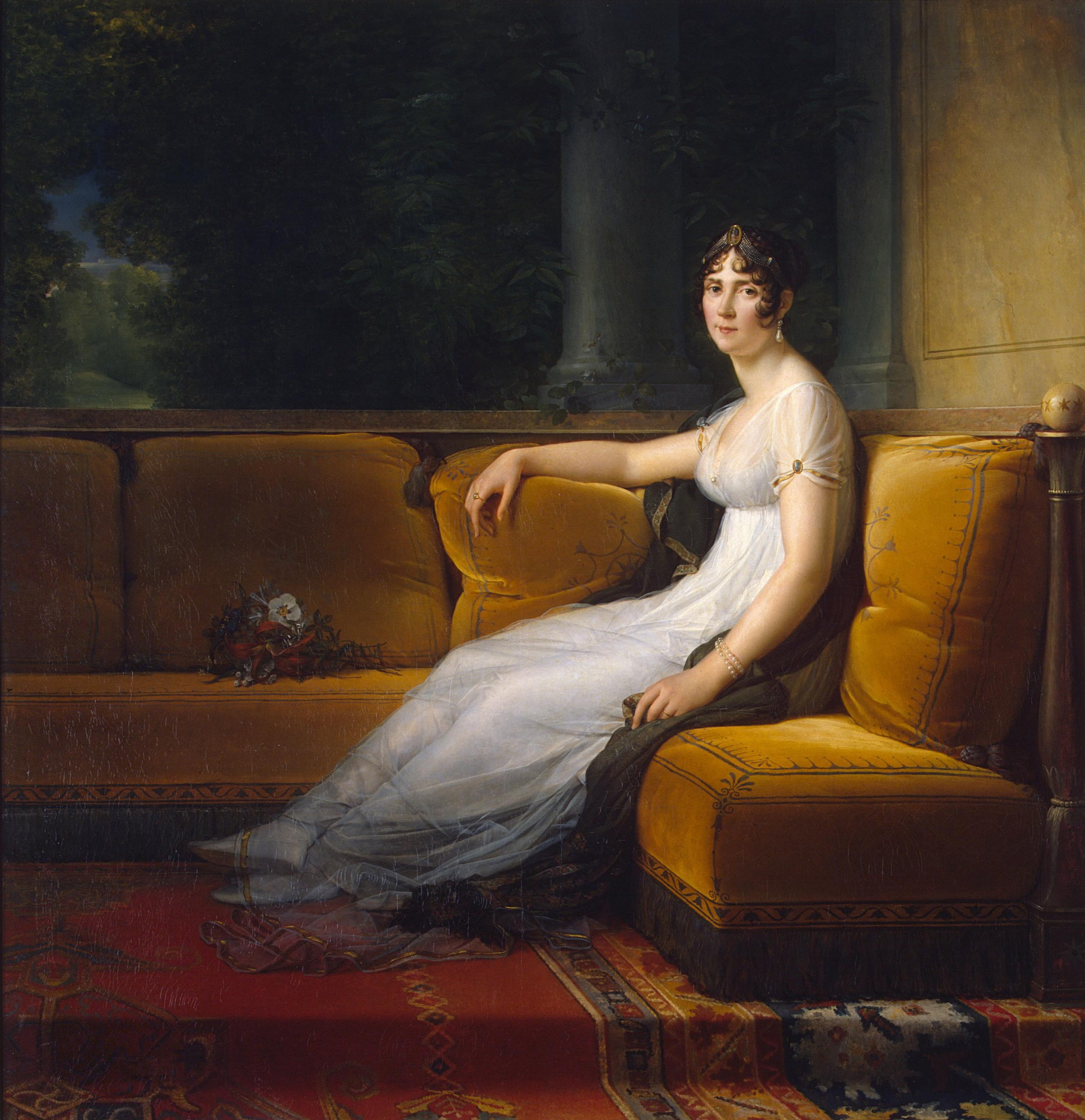
Madame Bonaparte dans son salon de Malmaison (1801), musée de l'Ermitage, Saint-Pétersbourg.
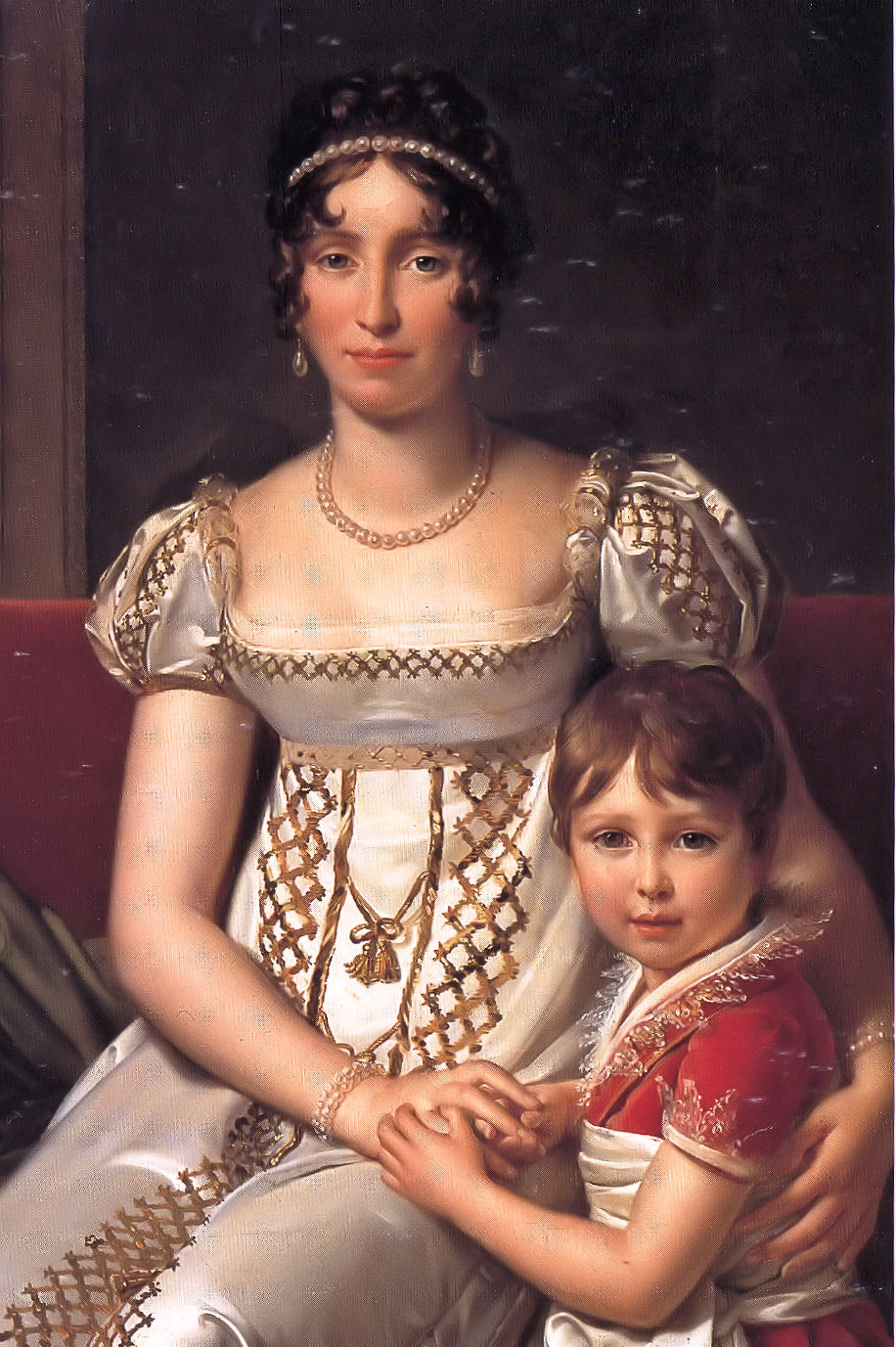
La Reine Hortense et son fils Napoléon Charles (1806), détail, château de Versailles.
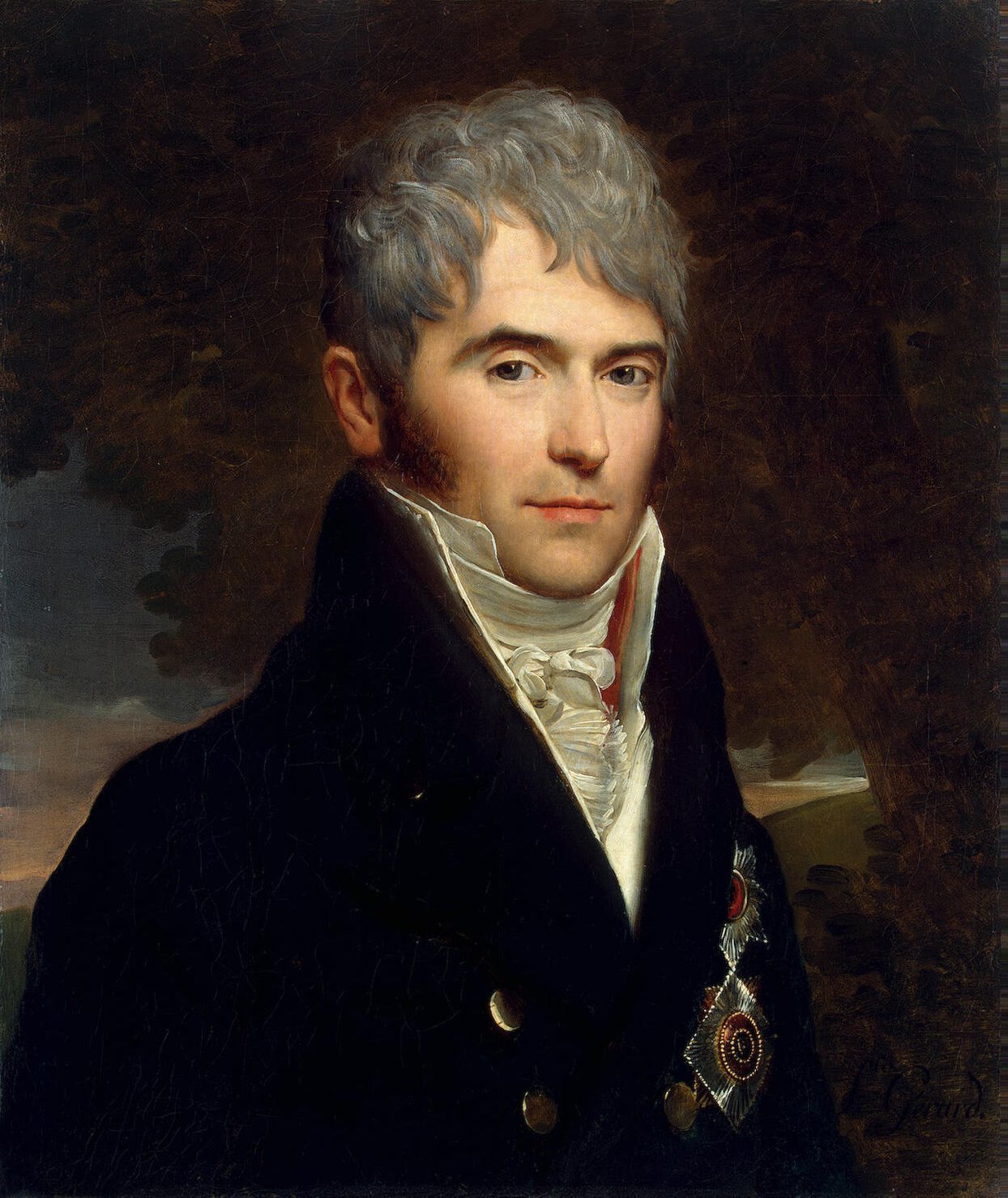
Portrait du comte Viktor Kotchoubeï (1809), musée de l'Ermitage, Saint-Pétersbourg.
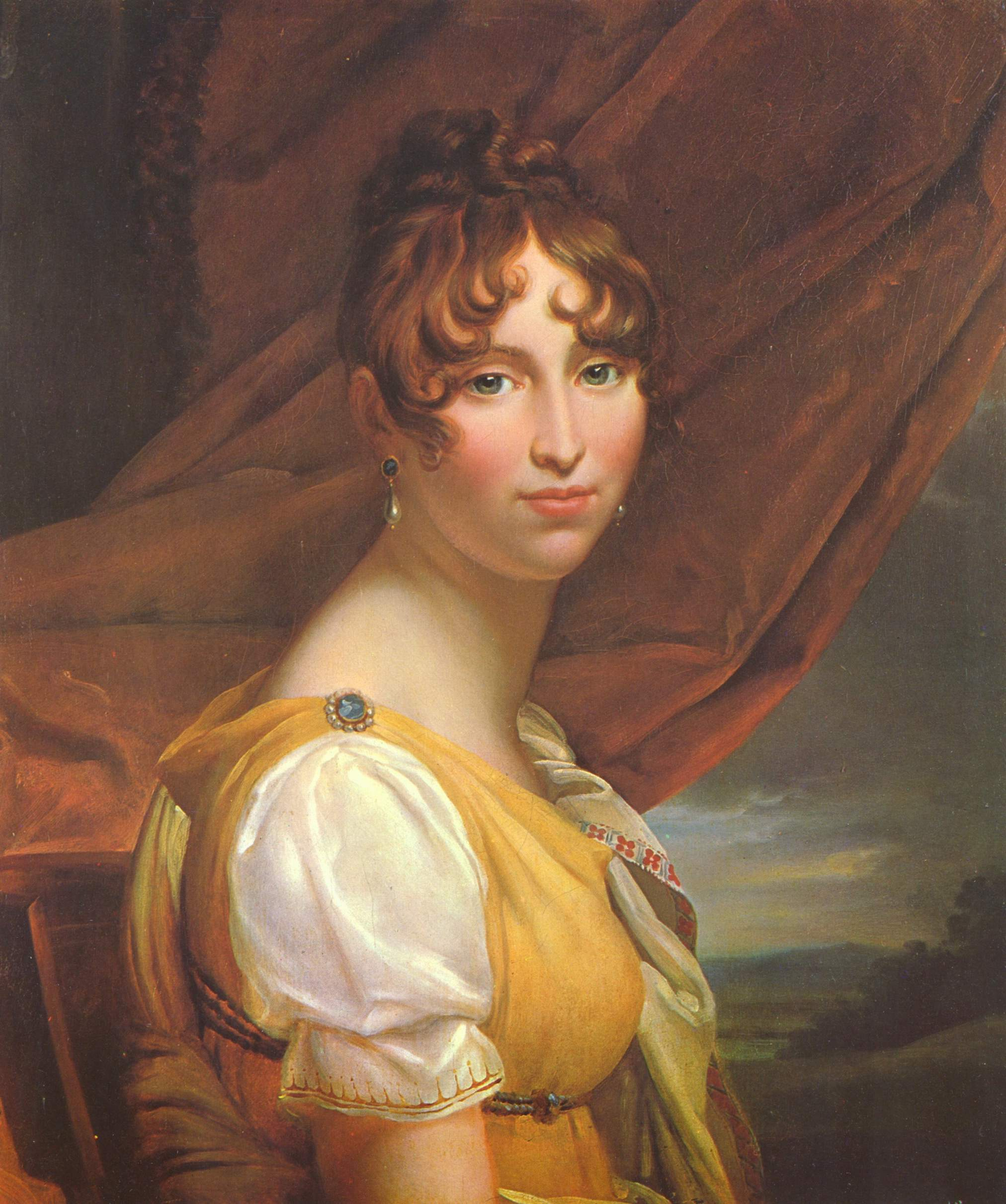
Portrait de la Reine Hortense (entre 1800-1810), collection particulière.
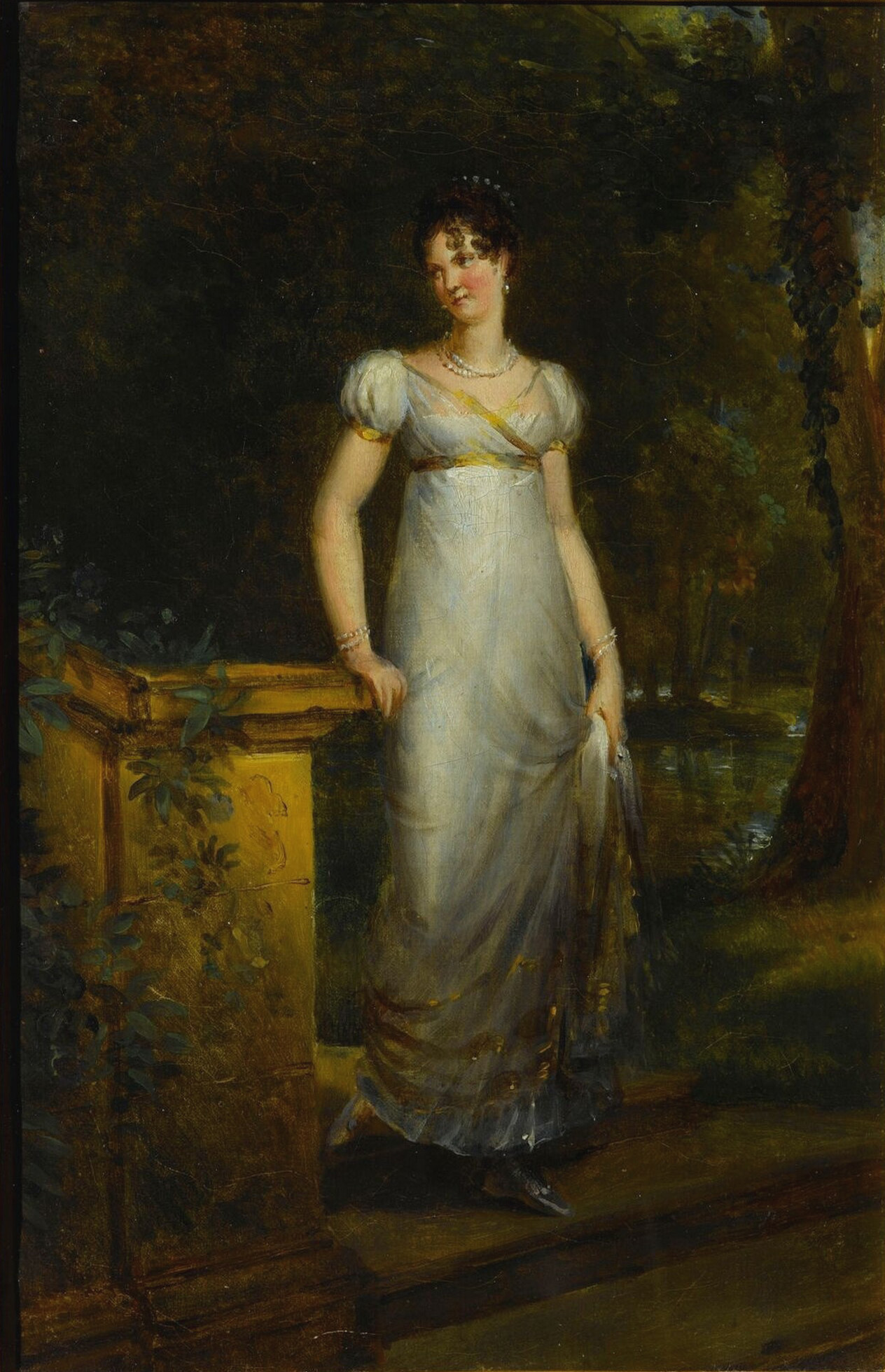
Thérèse de Mecklembourg-Strelitz, vers 1810, palais de Versailles.
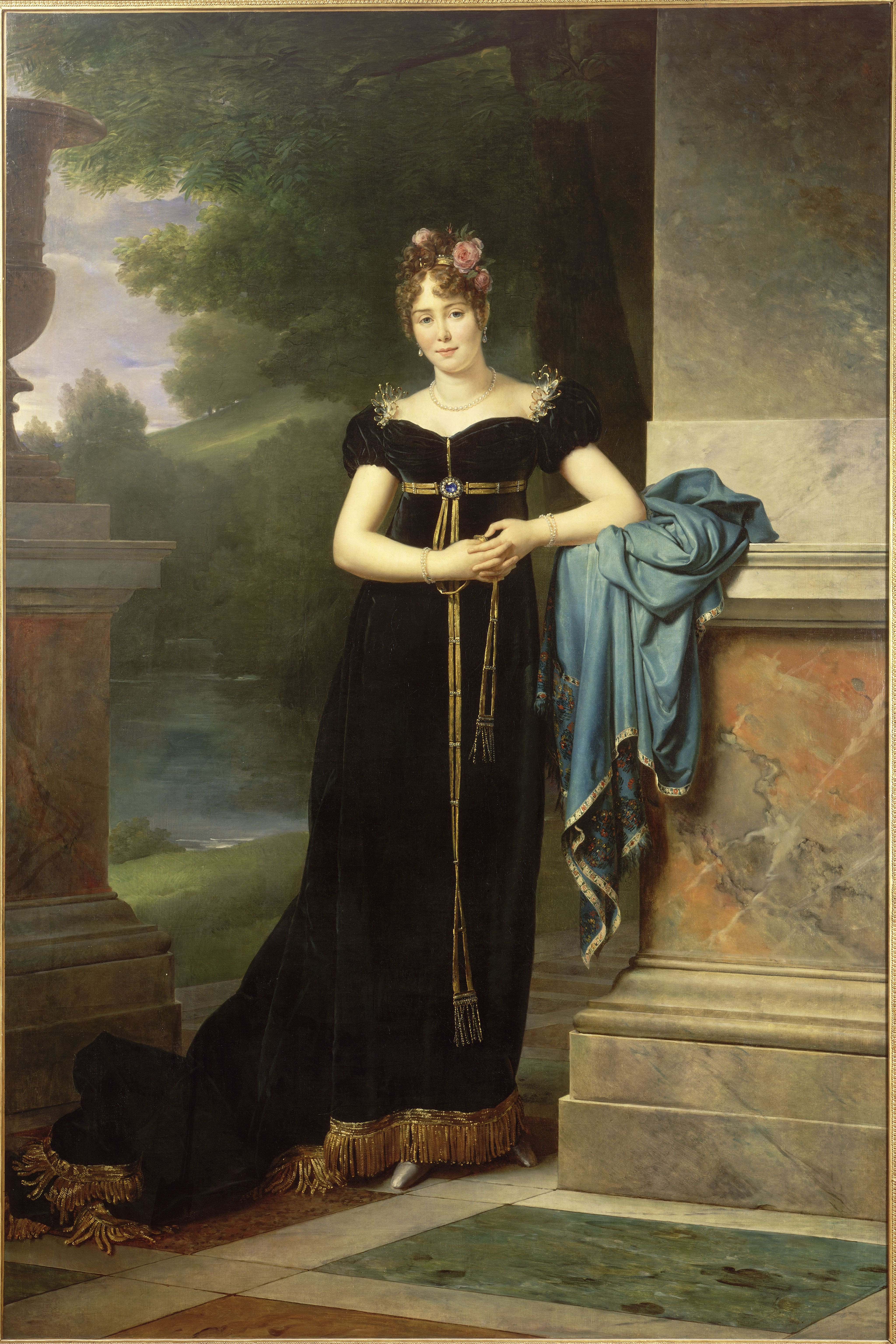
Portrait de Marie Laczinska (1810). musée de l'Armée.

### Œuvres du genre historique et mythologique
- Bélisaire, salon de 1795 ;

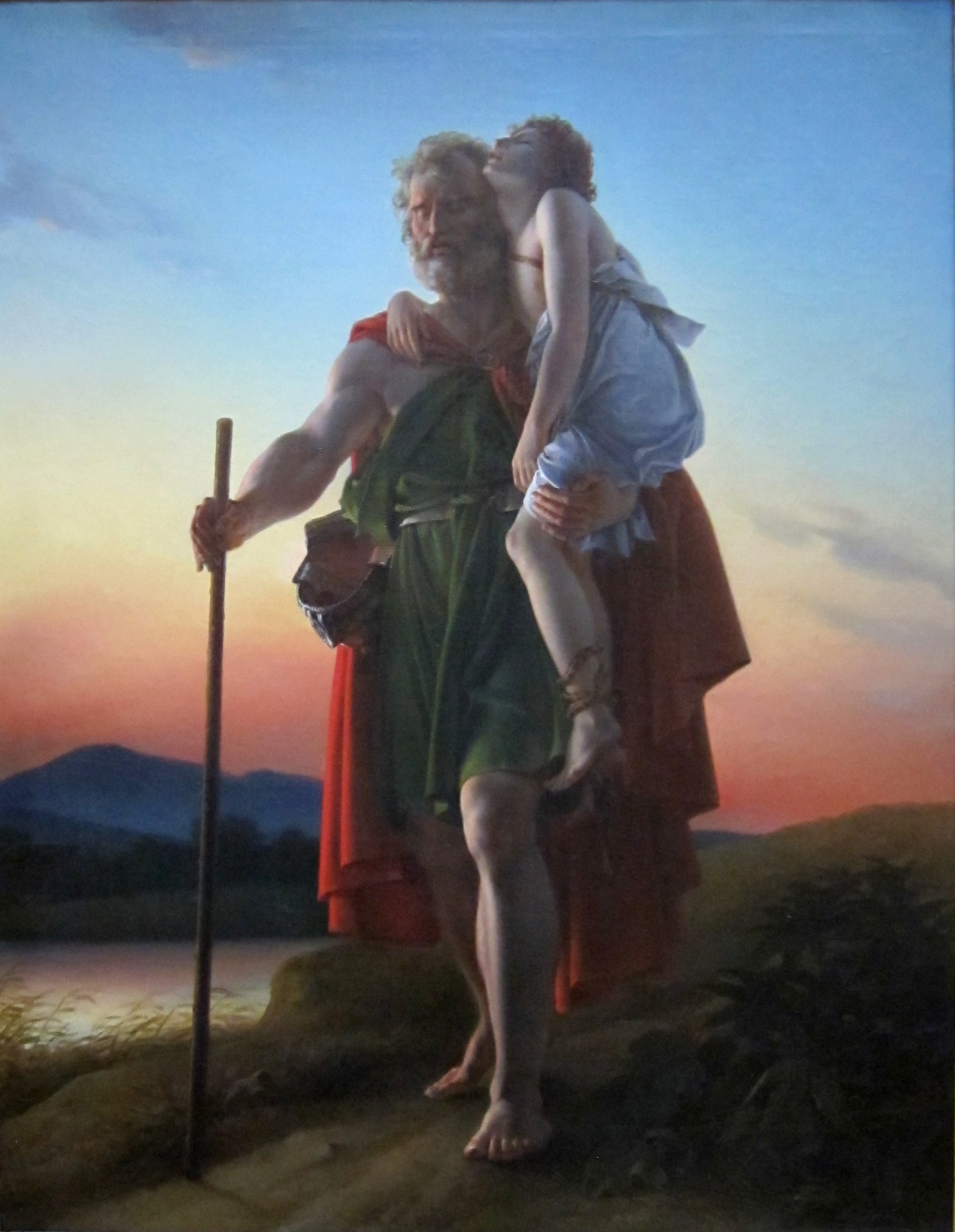
Bélisaire (1795), Getty Center, Los Angeles.

- Ossian invoque les Esprits, 1801 ;
- Bataille d'Austerlitz, 1810, huile sur toile, 510 × 958 cm, château de Versailles, musée de Trianon[44] ;
- Entrée d’Henri IV à Paris, 22 mars 1594, 1817, huile sur toile, 510x958 cm, musée des châteaux de Versailles et de Trianon[45] ;
  - Dont réplique réduite, huile sur toile, 174 × 324 cm, musée des Beaux-Arts de Chartres (dépôt du musée du Louvre, inv. D.4748)[46] ;
- Le Sacre de Charles X, à Reims, 29 mai 1825, vers 1827, exposé au salon Carré en 1829 (hors salon), huile sur toile, 514 × 972 cm, musée national des châteaux de Versailles et de Trianon, grand tableau conservé roulé[47],[48] ;
  - Dont réplique réduite, 1830-1831, huile sur toile, 175 × 330 cm, Palais du Tau, Reims[49] ;
- Achille jurant de venger la mort de Patrocle, musée des Beaux-Arts de Caen (laissé inachevé à la mort de l'artiste, œuvre détruite)[50] ;
- La Reconnaissance du Duc d'Anjou pour devenir le Roi Philippe V d'Espagne, château de Chambord ;
- Les Trois Âges de la vie, huile sur toile, 76 x 105 cm, Gray (Haute-Saône), musée Baron-Martin.

### Allégories
- Psyché et l'Amour, 1798, Paris, musée du Louvre
- Flore caressée par Zéphyr, 1802, musée de Grenoble
- Les trois âges de l’Homme, 1806, Chantilly, musée Condé
- Corinne au Cap Misène, 1819-1821, huile sur toile, 256,65 × 277 cm, Musée des beaux arts de Lyon
- Hylas et la Nymphe, 1826, huile sur toile, Bayeux, musée d'art et d'histoire Baron-Gérard (MAHB)
- Jésus descendant sur la terre et dissipant les ténèbres Dit aussi Le Sauveur du monde,1836-1837, huile sur toile, 260 x 163,5 cm, musée des Beaux-Arts d'Orléans [51]

### Compositions murales
- Allégories La Mort, La Patrie, La Gloire, La Justice, achevés en 1837, pendentifs de la coupole du Panthéon, Paris

### Dessins
- Homme tenant un bouclier du bras gauche, pierre noire et estompe sur papier beige (h. 0,600 ; l. 0,456 m)[52]. Paris, Beaux-Arts de Paris[53]. Élève de Brenet, avec cette figure d'homme au bouclier, il remporta une 3e médaille au prix de quartier de l'Académie en juillet 1785. L'étude attentive de l'anatomie musculaire, le fond abstrait, le côté narratif de la composition et l'expression du visage illustrent parfaitement la pratique réformée du dessin, telle que la concevait Brenet.

## Gravures d'après les œuvres de François Gérard
On compte plus de soixante gravures exécutées (vingt-et-une d'après tableaux et quarante d'après dessins), répertoriées en 1886 par Henri Gérard, son neveu.
On peut citer, parmi les plus célèbres :
- Entrée de Henri IV à Paris le 22 mars 1594, par Toschi, en 1826 ;
- Némésis et Narcisse ?, gravure, 12 x 9 cm, Gray, musée Baron-Martin ;
- La lutte contre les serpents (Virgile, Géorgiques, livre 3, 415), gravé par Viel (1798) ;
- Le suicide de Didon (Virgile, Énéide, livre 4, 650), gravé par Baquoy (1798) ;
- Portrait de Lannes, gravé par Amédée Maulet.